# Devylderia acocksi
Devylderia acocksi is een rechtvleugelig insect uit de familie Lentulidae. De wetenschappelijke naam van deze soort is voor het eerst geldig gepubliceerd in 1960 door Brown.